# NBSモーニングコール
『NBSモーニングコール』（エヌビーエス モーニングコール）とは、1986年4月1日から1990年3月30日まで長野放送で放送されていた平日朝のローカル情報番組（『FNNモーニングコール』の長野放送タイトル差し替え）。ただし、正式タイトルおよびタイトル表記は『FNNモーニングコール NBS』。

## 放送時間
いずれもJST。
- 月曜 - 金曜 6:30 - 7:25 （1986年4月1日 - 1988年3月31日）
- 月曜 - 金曜 6:30 - 7:40 （1988年4月1日 - 1989年3月31日）[1]
- 月曜 - 金曜 6:30 - 7:00 （1989年4月3日 - 1990年3月30日） - 『トークシャワー』放送開始に伴い、放送枠が40分縮小。

## フジテレビ側の『FNNモーニングコール』との違い
75分編成時代、6時30分からの天気予報・健康情報の後に東海テレビのスタジオから中部ブロック向けコーナー『中部地方の天気』が5分ほど放送され、7時15分より『FNN東海テレビモーニングコール』が垂れ流しでネットされた（富山テレビ・石川テレビ・福井テレビ・テレビ静岡も同様）。